# (9553) Colas
(9553) Colas  es un asteroide perteneciente al cinturón de asteroides, región del sistema solar que se encuentra entre las órbitas de Marte y Júpiter.
Fue descubierto el 17 de octubre de 1985 desde el Observatorio de Caussols.

## Designación y nombre
Designado provisionalmente como 1985 UG2. Fue nombrado por François Colas (n. 1959) quien es un experto en astrometría moderna del sistema solar en el Institut de Mécanique Celeste de París. Ha contribuido a numerosos artículos de investigación en astronomía planetaria observacional. Firme defensor del Observatorio del Pic du Midi, mantiene muchas y fructíferas relaciones con la comunidad de aficionados.

## Características orbitales
(9553) Colas está situado a una distancia media del Sol de 2,199 ua, pudiendo alejarse hasta 2,455 ua y acercarse hasta 1,942 ua. Su excentricidad es 0,117 y la inclinación orbital 1,922 grados. Emplea 1190,68 días en completar una órbita alrededor del Sol.

## Características físicas
La magnitud absoluta de (9553) Colas es 14,38. Tiene 3,791 km de diámetro y su albedo se estima en 0,178.